# 東大戸村
東大戸村（ひがしおおとむら）とは、千葉県香取郡にかつて存在した村である。
現在の香取市の北部に位置している。香取市立東大戸小学校などにその名をとどめる。

## 地理
- 現在の香取市、旧佐原市の北西部に位置する。
- 村域は台地と平地が入り組む谷戸が多い地形になっている。
- 村内は利根川が流れている。

## 歴史

### 沿革
- 1889年（明治22年）4月1日 - 町村制施行に伴い、大戸村、大戸川村、山之辺村、森戸村、片野村、上小川村、関村、新寺村、玉造村が合併して香取郡東大戸村（初代）が発足。
- 1899年（明治32年）4月1日 - 本新島村の一部（野間谷原、飯島、川尻、大戸新田と石納、飯島の各一部）と合併し、改めて東大戸村（2代目）を新設。
- 1926年（大正15年）4月1日 - 成田線に大戸駅が開業。
- 1951年（昭和26年）3月15日 - 佐原町、香取町、香西村と合併して佐原市を新設。同日東大戸村廃止。
- 2006年（平成18年）3月27日 - 佐原市が小見川町、山田町、栗源町と合併して香取市を新設。

変遷表
| 1868年 以前 | 1868年 以前  | 明治22年 4月1日 | 明治32年 4月1日 | 昭和26年 3月15日 | 平成18年 3月27日 | 現在   |
| ----------- | ------------ | --------------- | --------------- | ---------------- | ---------------- | ------ |
|             | 大戸村       | 東大戸村        | 東大戸村        | 佐原市           | 香取市           | 香取市 |
|             | 大戸川村     | 東大戸村        | 東大戸村        | 佐原市           | 香取市           | 香取市 |
|             | 山之辺村     | 東大戸村        | 東大戸村        | 佐原市           | 香取市           | 香取市 |
|             | 森戸村       | 東大戸村        | 東大戸村        | 佐原市           | 香取市           | 香取市 |
|             | 片野村       | 東大戸村        | 東大戸村        | 佐原市           | 香取市           | 香取市 |
|             | 上小川村     | 東大戸村        | 東大戸村        | 佐原市           | 香取市           | 香取市 |
|             | 関村         | 東大戸村        | 東大戸村        | 佐原市           | 香取市           | 香取市 |
|             | 新寺村       | 東大戸村        | 東大戸村        | 佐原市           | 香取市           | 香取市 |
|             | 玉造村       | 東大戸村        | 東大戸村        | 佐原市           | 香取市           | 香取市 |
|             | 川尻村       | 本新島村 の一部 | 東大戸村        | 佐原市           | 香取市           | 香取市 |
|             | 野間谷原村   | 本新島村 の一部 | 東大戸村        | 佐原市           | 香取市           | 香取市 |
|             | 大戸村の新田 | 本新島村 の一部 | 東大戸村        | 佐原市           | 香取市           | 香取市 |
|             | 飯島村の一部 | 本新島村 の一部 | 東大戸村        | 佐原市           | 香取市           | 香取市 |
|             | 石納村の一部 | 本新島村 の一部 | 東大戸村        | 佐原市           | 香取市           | 香取市 |

## 人口・世帯
※1899年以前は旧本新島村を含まず。

### 人口
総数 [単位： 人]
| 1891年（明治24年） | 2,769 |
| 1903年（明治36年） | 3,928 |
| 1920年（大正 9年） | 3,640 |
| 1930年（昭和 5年） | 3,759 |
| 1940年（昭和15年） | 3,970 |
| 1951年（昭和26年） | 5,072 |

### 世帯
総数 [単位： 世帯]
| 1951年（昭和26年） | 862 |

## 交通

### 鉄道
- 日本国有鉄道（ → 東日本旅客鉄道）
  - ■成田線
    - 大戸駅